# Psicofonía (canción)
«Psicofonía» es una canción de pop/rock escrita e interpretada por la cantautora y actriz mexicana Gloria Trevi. Es el primer sencillo promocional para su séptimo álbum de estudio, Una rosa blu (2007). Fue publicado el 16 de julio de 2007 en formato de descarga digital a través de la tienda estadounidense iTunes y en CD distribuido principalmente a las radiodifusoras de México, Estados Unidos y Latinoamérica. Es también el primer sencillo en la carrera de la artista disponible en venta al público en general y el segundo videoclip dirigido por la regiomontona en su natal Monterrey, Nuevo León. Psicofonía recibió certificación oro en España durante el verano de 2009 por más de 20 000 copias vendidas.

## Información de la canción
Gustavo Velásquez, guitarrista y compositor de algunas canciones de Trevi, le presentó una primera versión de Psicofonía a la cantante. Trevi, quien no sabía lo que significaba el término, le pidió explicación sobre el fenómeno paranormal. Al verse bastante interesada en la idea de la canción, ella decidió darle un concepto romántico y escribió una nueva versión bajo su autoría. 
La inspiración de la letra de Psicofonía surgió mientras Trevi dormía, una madrugada cuando la cantante se despertó con la canción en la cabeza, un suceso similar a lo ocurrido con el tema que titula a su segunda producción, Tu ángel de la guarda (1991). La letra habla sobre el amor después de la muerte. Es una historia romántica de un fantasma y una loca que se conocen y se enamoran aun estando en diferentes circunstancias. El tema es, probablemente, el primero en el mundo musical que lleve por nombre Psicofonía.
La producción fue realizada por el productor, varias veces ganador de premios Grammy, Armando Ávila quien realizó la mayor parte del disco de Trevi, Una rosa blu. La versión original del álbum incluye una introducción hablada de 20 segundos en la que se explica brevemente el origen de las psicofonías. Asimismo, se incluye intencionalmente una recreación de una de las psicofonías más famosas del mundo en la que se escucha la voz de una niña preguntando "¿qué hago aquí?" (título de su primer álbum de estudio).

## Promoción y recepción
Psicofonía fue lanzada como primer sencillo de Una rosa blu. La promoción en radio empezó a partir de agosto de 2007, y la primera presentación en televisión que realizó Trevi de Psicofonía fue el 22 de septiembre del mismo año en el programa Sábado gigante. 
En enero de 2008, su compañía discográfica le propuso la idea de hacer una nueva versión al estilo reguetón. Para ello, la artista viajó a San Juan, Puerto Rico, para grabar el tema con la participación de los puertorriqueños Ángel y Khriz (mejor conocidos como Los M.V.P.). El tema se estrenó en su página web oficial y en las radioemisoras de música tropical y urbana.
Psicofonía obtuvo una nominación en la categoría "Best Latin/Reggaeton Track" durante la edición n.º 23 de los premios International Dance Music Awards, la primera y más grande ceremonia de premios dedicada a la música dance y celebrada anualmente durante el Winter Music Conference. Durante los últimos días del mismo mes, la revista R&R Record Pool publicó que Psicofonía se encontraba en el primer puesto de La Nación. Esto significó que el tema se mantuvo como la canción más tocada en las discotecas latinas de todos los Estados Unidos y Puerto Rico.
En España, la versión remix de Psicofonía fue difundida como sencillo a mediados de marzo de 2009 en apoyo al lanzamiento de Una rosa blu. El sencillo debutó a nivel nacional en la posición #28 del Top 50 Canciones. En las 35 semanas que se mantuvo en dicha lista, tuvo una evolución irregular, y finalmente consiguió colocarse entre los 20 temas más descargados de música en España. En el conteo anual de Promusicae "Top 50 Canciones Anual 2009", Psicofonía aparece en la posición no. 40 y con certificación disco de oro por más de 20.000 unidades vendidas.  (enlace roto disponible en Internet Archive; véase el historial, la primera versión y la última).

## Video promocional
El video de Psicofonía fue dirigido personalmente por la cantante en la ciudad de Monterrey, Nuevo León, en conjunto con la compañía productora La Tuna Films. Este es el segundo videoclip que dirige en su carrera, después de Sufran con lo que yo gozo (2007) y su primera colaboración como codirectora en Todos me miran (2006).
Para esta producción, Trevi seleccionó como protagonistas a una actriz cubana, que viajó de Miami a Monterrey especialmente para actuar como "La loca", y a un actor mexicano que interpreta a "El fantasma". Como lugar de filmación se escogió una mansión construida en el año 1890, propiedad del cantante mexicano Cepillín, debido a las historias que se cuentan sobre la residencia. Durante la realización del mismo, se presenciaron fenómenos paranormales, según en entrevistas reveladas por la cantante. El videoclip se estrenó en el programa Primer Impacto el 19 de septiembre de 2007 por la señal de Univisión.
También se realizaron algunos videos remixes de Psicofonía, donde se incluyen imágenes de diferentes actuaciones en directo de la cantante. En el portal de videos YouTube, Psicofonía cuenta con más de 1 millón y medio de reproducciones a través del canal de la discográfica Vale Music.

## Lista de posicionamientos
- En los Estados Unidos debutó en el puesto #38 de la lista Billboard Latin Pop Airplay alcanzando su máximo posicionamiento en la casilla #27.
- En Puerto Rico alcanzó el primer lugar durante noviembre de 2007 en Los 20 Fidelity.
- En España, logró posicionarse en el #14 del Top 50 Canciones de Promusicae en julio de 2009.

## Versiones oficiales
- iTunes Store

Sencillo para Estados Unidos
1. «Psicofonía» (Gloria Treviño) - 3:45
2. «Psicofonía» (Remix) (Gloria Treviño) - 5:38

Sencillo para España
1. «Psicofonía» (Remix Edit) (Gloria Treiño) - 4:17

Incluida en la edición española del álbum "Una rosa blu".
- CD Promo

1. «Psicofonía» (Versión para Radio) (Gloria Treviño) - 3:20
2. «Psicofonía» (Remix) (Gloria Treviño) - 5:38
3. «Psicofonía» (Versión Original) (Gloria Treviño) - 3:45

- CD Remixes

1. «Psicofonía» (Radio Edit - Versión Original) (Gloria Treviño) - 3:42
2. «Psicofonía» (Morpheous Van Susteren Latin Electribe Tribal Mix) (Gloria Treviño) - 7:48
3. «Psicofonía» (Morpheous Van Susteren Latin Electribe Tribal Radio Edit) (Gloria Treviño) - 4:08
4. «Psicofonía» (Morpheous Loca Dub) (Gloria Treviño) - 6:56

Remezclas por Alex Carmenates y Albert Castillo.
- Otras versiones

1. «Psicofonía» (Versión Reguetón) (Gloria Treviño) - 4:17
2. «Psicofonía» (Oscar Piebbal Reconstruction Remix) (Gloria Treviño) - 6:43